# The Rock (pel·lícula)
The Rock és una pel·lícula de acció estatunidenca de l'any 1996, dirigida per Michael Bay i protagonitzada per Sean Connery, Nicolas Cage i Ed Harris en els papers principals.
The Rock va ser dedicada a la memòria del coproductor Don Simpson, que va morir cinc mesos abans del seu llançament. La pel·lícula va rebre crítiques positives i va ser nominada a l'Oscar al millor so als Premis Oscar de 1996. També va ser un èxit financer, ja que va guanyar ingressos de taquilla de més de 335 milions de dòlars contra un pressupost de producció de 75 milions de dòlars, i es va convertir en la quarta pel·lícula més taquillera de 1996.

## Argument
El general del Cos de Marines dels Estats Units, Francis Hummel (Ed Harris); veterà i heroi de guerra, està cansat de veure com el Govern del seu país difama la memòria d'aquells efectius militars morts en combat, i no compensant econòmica i moralment a les seves famílies; pel que assalta un arsenal naval, robant quinze míssils carregats amb el gas nerviós VX. Posteriorment assalta l'antiga Presó de Alcatraz, pren 82 ostatges i amenaça amb disparar els míssils a la ciutat de San Francisco si no se li lliura la suma de cent milions de dòlars, que ell s'encarregaria de repartir entre les famílies dels caiguts.
Per l'alliberament dels ostatges, el Govern es veu obligat a confiar en un funcionari del laboratori d'armes químiques del FBI, Stanley Goodspeed (Nicolas Cage); i en l'únic home que en el passat va ser capaç d'escapar amb vida de Alcatraz, a la qual se'l coneix com "La Roca": el exagente secret britànic del SAS John Mason (
Sean Connery), qui durant la dècada de 1960 havia estat capturat després d'espiar per al govern britànic, robant uns microfilms amb tota la història fosca dels Estats Units: els extraterrestres de Roswell, l'assassinat de JFK, etc
Mason és alliberat de la presó en la que es troba i l'agent encarregat Ernest Paxton arriba a un acord per alliberar-lo a canvi que els ajudi a entrar per la mateixa ruta per la qual es va escapar. Mason inicialment es nega, però acaba acceptant després que millorin el tracte donant-li una suite a l'hotel més luxós de San Francisco. Quan arriben, Mason deixa penjat del balcó a James Woomack, el director del FBI (atès que Woomack va ser el responsable de la seva detenció) i fuig en un cotxe robat.
Goodspeed va després d'ell en una moto i el segueix fins a un parc on Mason es retroba amb la seva filla (qui a penes el coneix). Goodsped se l'emporta abans que arribi la policia perquè la seva filla no torni a passar pel trauma de veure com el detenen.
Mason i els agents del FBI arriben a un centre de comandament al moll de la badia de San Francisco, on, juntament amb el comandant dels Navy SEAL, Charles Anderson, tracen un pla per a introduir-se a la Roca. Mason proporciona dades importants sobre com va escapar, com el fet que va fugir per la sala de les dutxes, però no recorda el mètode exacte, per la qual cosa demana anar amb l'equip, al que Woomack es nega, ja que podria escapar. Anderson accepta que els acompanyi sota l'amenaça que el tancarà a la Roca si els traeix.

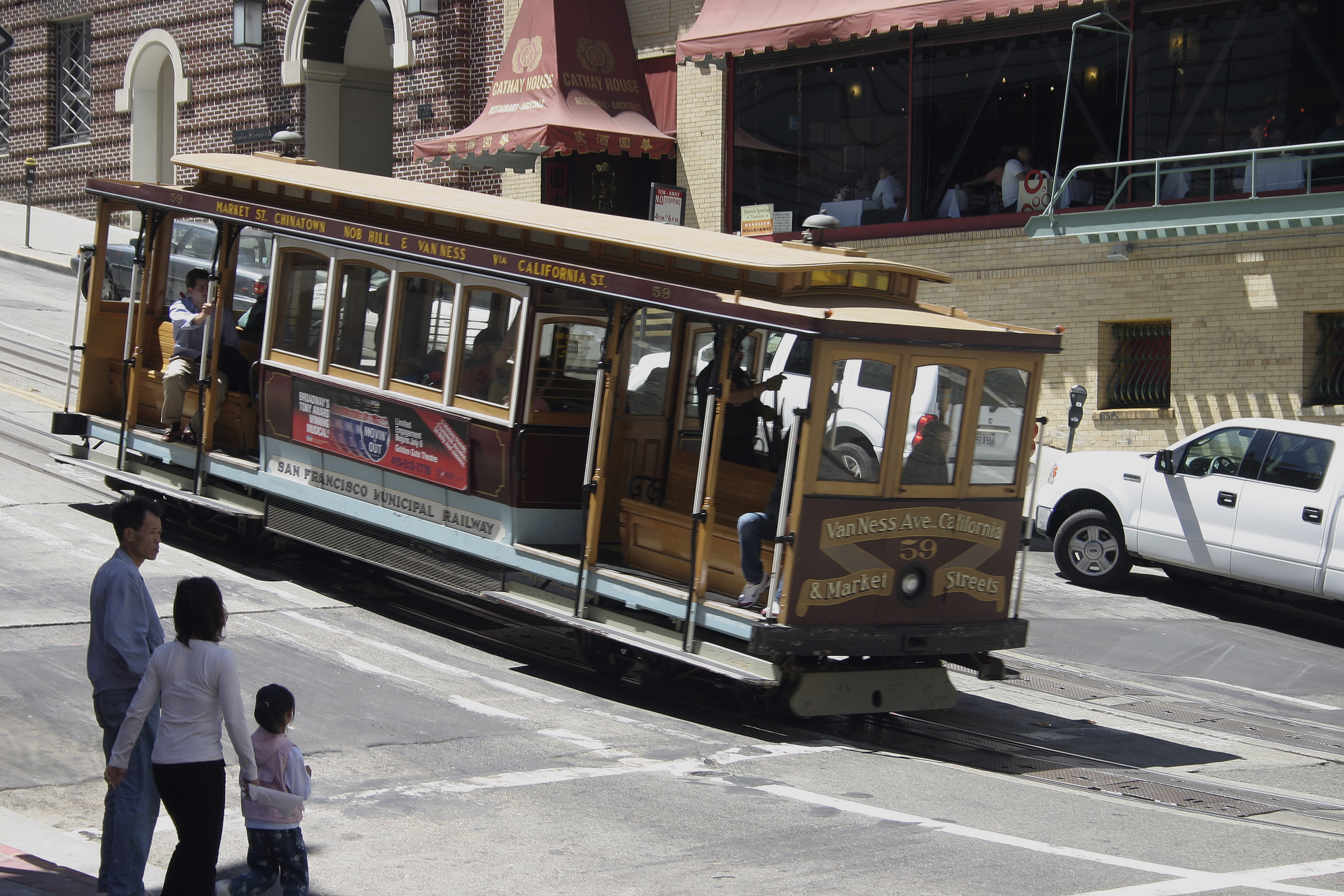
Un tramvia de San Francisco protagonitza una de les escenes d'acció

Mentrestant, Goodspeed intenta ensenyar a l'equip com tractar el gas Vx, però Anderson li ordena acompanyar-los, cosa que no li agrada a Goodspeed perquè, a part de no saber nedar no té cap experiència de combat.
Mason, Goodspeed i els SEAL són portats a la Roca en un helicòpter Sikorsky SH-3 Sea King escortat per dos helicòpters artillats AH-1 Cobra, que actuarien de cimbells. Els SEAL aconsegueixen entrar a Alcatraz, però acaben sent emboscats pels marines de Hummel en un bany. Anderson intenta negociar amb Hummel dient-li que "entén perquè fa això", però Hummel els ordena que deposin les seves armes. Al no fer-ho s'inicia un tiroteig en el qual Anderson i els SEAL són assassinats, deixant a Mason i Goodspeed com a únics supervivents.
Mason veu una oportunitat per a escapar i desarma Goodspeed, però aquest li demana que l'ajudi a desarmar els coets, ja que la filla de Mason també corre perill, juntament amb la núvia de Goodspeed, Carla Pestalozzi, que està embarassada i havia volat des de Washington per veure'l.
Mason i Goodspeed eliminen diversos equips de marines, desactivant 12 dels 15 coets llevant els xips de guiat. Hummel amenaça amb executar a un ostatge si no li retornen els xips robats. Mason destrueix els xips i es lliura a Hummel, donant a Goodspeed temps per a desarmar els coets restants. Encara que Goodspeed desactiva un altre coet, és capturat pels marines. Amb l'opció de rescat fracassada, l'exèrcit utilitza el pla B: un atac aeri amb avions F/A-18 Hornet armats amb bombes de plasma tèrmic que neutralitzarien el gas nerviós, però matarien a tots a l'illa.
Goodspeed i Mason són tancats en cel·les. Goodspeed es resigna i opina que moriran, però li pregunta a Mason com havia aconseguit sortir de la cel·la. Mason fabrica un ganxo i el lliga amb una corda, que usa per a moure la palanca d'obertura. Quan s'esgota el termini per a la transferència dels diners, els marines llancen un coet ple de gas cap a San Francisco, però Hummel canvia les coordenades de l'objectiu i el míssil es desvia estavellant-se en la mar. Hummel revela que la missió havia acabat i que tot era una farsa, ja que mai va tenir la intenció de matar civils. Això provoca una discussió amb dos dels seus subordinats, els capitans Frye (Gregory Sporleder) i Darrow (Tony Todd), que acaba en un tiroteig en el qual maten Baxter i fereixen Hummel greument, ja que si es rendien serien condemnats a mort per traïció, a més de no pagar-los un milió de dòlars a cadascun.
Darrow i Frye continuen amb el pla de disparar contra San Francisco. Mentre que Mason s'ocupa de la resta de marines, Goodspeed desarma l'últim coet, la localització del qual la hi havia donat Hummel amb el seu últim alè. A mesura que s'acosten els caces, Goodspeed mata Darrow llançant l'últim coet (al qual ha llevat la càrrega química) i arrossegant-lo amb ell. Frye el persegueix amb intenció de matar-lo, i en la baralla que segueix, Goodspeed mata Frye trencant-li una esfera de gas a la boca, cosa que causa que el gas s'alliberi l'aire i Goodspeed hagi d'injectar-se un antídot per no morir. Quan es recupera, Goodspeed fa senyals als caces perquè no deixin anar el plasma tèrmic, però abans d'avortar, un dels pilots solta les seves bombes. L'explosió no afecta a les cel·les amb els ostatges, però fan que Goodspeed caigui a l'oceà. Mason el rescata i li recrimina que hagi hagut de salvar-li la vida durant tota la missió.
Goodspeed deixa que Mason se'n vagi. Quan l'FBI assegura la zona, Goodspeed els diu als seus superiors que Mason havia mort "volatilitzat". Womack se sorprèn, ja que volia haver vist el cadàver de Mason, però Paxton no s'ho creu, encara que fa els ulls grossos davant Womack. Algun temps després, Goodspeed i Carla, ara casats, recuperen el microfilm que Mason havia amagat i la ubicació del qual l'hi havia donat Mason abans de fugir, que estava en una església.

## Personatges i elenc
| Actor             | Personatge                                   |
| ----------------- | -------------------------------------------- |
| Nicolas Cage      | Agent Especial del FBI Dr. Stanley Goodspeed |
| Sean Connery      | Capità de la SAS John Patrick Mason          |
| Ed Harris         | General de la USMC Francis X. Hummel         |
| David Morse       | Major de la USMC Tom Baxter                  |
| John Spencer      | Director del FBI James Womack                |
| William Forsythe  | Agent Especial del FBI Ernest Paxton         |
| Michael Biehn     | Comandant de la USN SEAL Charles Anderson    |
| Danny Nucci       | Tinent de la USN SEAL Shephard               |
| John C. McGinley  | Capità de la USMC Hendrix                    |
| Tony Todd         | Capità de la USMC Darrow                     |
| Gregory Sporleder | Capità de la USMC Frye                       |
| Bokeem Woodbine   | Sergent de la USMC Crisp                     |
| Claire Forlani    | Jade Angelou                                 |
| Stuart Wilson     | General Al Kramer                            |
| Vanessa Marcil    | Carla Pestalozzi                             |
| Todd Louiso       | Marvin Isherwood                             |

## Controvèrsies

### Censura
En el llançament original en DVD al Regne Unit, l'escena en la que Connery llança un ganivet a través de la gola de Scarpetti i li diu "mai has de dubtar" a Cage va ser eliminada, encara que l'escena va ser mostrada en televisió. Conseqüentment, una escena posterior en la qual Connery li diu a Cage, "me n'alegro que no vagis dubtar massa," va perdre el seu impacte en els espectadors que no van veure la primera escena. Altres talls inclouen la reducció dels impactes de bala als peus de Gamble en la morgue a un sol; un close-up de cara quan crida mentre el condicionador d'aire cau sobre ell, el so de quan Mason li trenca el coll a un Marine i dos sagnants trets (a Hummel i Baxter), tots dos prop del final de la pel·lícula.

### Programa Iraquià d'armes químiques
Una escena de la pel·lícula va ser la base per a descripcions incorrectes i falses sobre el programa Iraquià d'armes químiques. El Servei d'Intel·ligència Secret del Regne Unit va creure que Saddam Hussein continuava produint armes de destrucció massiva per un agent fals que va basar els seus reports en una pel·lícula, segons l'Informe Chilcot.
Al setembre de 2002, el cap del MI6, Sir Richard Dearlove va dir que l'agència va adquirir informació d'una nova font revelant que l'Iraq estava incrementant la producció d'agents químics i biològics de guerra. La font, de qui es deia tenir "accés directe", va dir que el personal superior estava treballant set dies una setmana mentre que el règim estava concentrant els seus esforços en la producció d'anthrax. Dearlove va dir que el cap del Comitè Conjunt d'Intel·ligència, Sir John Scarlett, que ells estaven "a la vora d'un significant assoliment d'intel·ligència" que podria ser la "clau per desbloquejar" el programa d'armes de l'Iraq.
No obstant això, es van fer preguntes sobre les afirmacions de l'agent quan es va notificar que la seva descripció tenia una forta semblança amb una escena de la pel·lícula. "Es va recalcar que els contenidors de vidre no eren típicament utilitzats per a municions químiques, i que una pel·lícula popular (The Rock) havia retratat de manera inexacta que els agents nerviosos eren portats en collarets de vidre o esferes," va declarar l'Informe Chilcot. Al febrer de 2003, un mes abans de la invasió de l'Iraq - el MI6 va concloure que la seva font havia estat mentint "per un període" però no va poder informar el Núm. 10 o altres, fins i tot encara que el primer ministre Britànic Tony Blair n'havia estat informat sobre això. Segons The Independent, les falses afirmacions d'armes de destrucció massiva van ser la justificació del Regne Unit per anar a la guerra.
El coescritor del film, David Weisberg va dir, "El que és tan impressionant és que qualsevol en la comunitat del gas verinós sabria que això era merda total - merda tan òbvia". Weisberg va dir que no estava sorprès que un agent desesperat pogués recórrer a pel·lícules per inspiració, però va mostrar consternació davant el fet que les autoritats "no van fer aparentment la més basica comprovació de fets o veto de la informació. Si tan sols li haguessis preguntat a un expert en armes químiques, podria haver estat immediatament obvi que era ridícul". Weisberg va dir que va rebre alguns "e-mails graciosos" sobre el report, però va sentir que "no és bon llegat per la pel·lícula". "És tràgic que hàgim anat a la guerra", va concloure.

## Recepció

### Taquilla
Produït amb un pressupost de 75 milions de dòlars, The Rock va recaptar un total de 134 milions de dòlars als Estats Units i Canadà i 201 milions de dòlars a altres llocs, per un total mundial de 335 milions de dòlars. Va ser la setena pel·lícula més taquillera per a la taquilla dels Estats Units l'any 1996 i la quarta pel·lícula nord-americana més taquillera a tot el món aquell any.

### Resposta crítica
A Rotten Tomatoes, la pel·lícula té una puntuació d'aprovació del 69% basada en 70 crítiques, amb una puntuació mitjana de 6,7/10. El consens dels crítics del lloc web diu: "Per a emocions viscerals, no es pot superar. Simplement no espereu que The Rock engegui el vostre cervell". A Metacritic, la pel·lícula té una puntuació mitjana ponderada de 58 sobre 100, basada en 24 crítics, que indica "crítiques mixtes o mitjanes". El públic enquestat per CinemaScore va donar a la pel·lícula una nota mitjana de "A" en una escala de A+ a F.
Roger Ebert va premiar la pel·lícula amb 3,5 sobre 4 estrelles, elogiant-la com "un thriller d'acció de primer nivell, amb molt d'estil i no poc humor". Todd McCarthy de Variety va donar la pel·lícula una crítica positiva, comentant "El fil té la seva part de forats oberts i improbabilitats al·lucinants, però el director Michael Bay les deixa de banda totes amb el seu ritme sense respiració." Richard Corliss, escrivint per Time va mostrar opinions favorables de la pel·lícula, dient: "Gràcia, brutal i gairebé humana, aquesta és la pel·lícula d'acció d'esperit d'equip que hauria d'haver estat Missió: Impossible."